# Museo Cau Ferrat
El Museo del Cau Ferrat, ubicado en Sitges, es un museo biográfico localizado en la casa-taller del pintor y escritor Santiago Rusiñol, una de las figuras destacadas del modernismo en Cataluña. Fue inaugurado como museo en 1933 y está integrado en la Red de Museos Locales de la Diputación de Barcelona. Actualmente es uno de los tres museos de Sitges ubicado en el núcleo antiguo de la población situado al lado de la playa de Sant Sebastià. El edificio es una obra declarada Bien Cultural de Interés Nacional y está gestionada por el Consorcio del Patrimonio de Sitges.
Desde el año 2009, es un Museo-sección del Museo Nacional de Arte de Cataluña. Tras obras de reforma, reabrió sus puertas en diciembre de 2014.

## Descripción
Es un edificio entre medianeras de planta baja y piso. En el proceso de construcción se aprovecharon materiales procedentes de la destrucción del antiguo castillo de Sitges: un lienzo de pared y las ventanas que actualmente constituyen los elementos más característicos de la fachada. El museo, que se instaló en el espacio que antes ocupaban dos antiguas casas de pescadores, muestra, además, en su estructura y decoración, elementos de la arquitectura popular (por ejemplo, la puerta de acceso de arco de piedra dovelado) juntamente con otros propios del lenguaje neogótico. El interior del edificio ha sido adaptado para alojar la colección de pinturas, esculturas, hierros y otros objetos legados por Santiago Rusiñol a la villa de Sitges.

## Historia
El origen del "Cau Ferrat" de Sitges se encuentra en la colección de hierros forjados que Santiago Rusiñol había recogido en sus viajes por Cataluña. Inicialmente, se instaló en el taller del escultor Enric Clarasó, situado en el número 38 de la calle de Muntaner de Barcelona. En este espacio, donde se reunían con otros artistas, Clarasó trabajaba y Rusiñol pintaba al natural.
En 1893 adquirió una casa de pescadores en Sitges, en el antiguo barrio de San Juan, situada en el que hoy día se conoce como el Racó de la Calma. Al año siguiente, compró la casa de al lado, Can Sense, también construida en el siglo XIV. Las tiró abajo para construir su casa-taller que denominó Cau («nido») porque quería que fuera un refugio para los amantes de la poesía y Ferrat por la colección de hierros forjados. Encargó la construcción a Francesc Rogent. La casa se inauguró en petit comitè el día 11 de septiembre de 1893, a pesar de que su inauguración oficial fue el 25 de julio de 1894, con la actuación de la banda municipal incluida.
Por el Cau Ferrat pasaron los pintores, músicos, poetas y escritores más importantes del final del siglo XIX y desde aquí abrieron Cataluña a las corrientes europeas más innovadoras del momento. Durante la estancia de Rusiñol, en el Cau Ferrat, se organizaron diversas fiestas, conocidas como las Fiestas Modernistas. La más relevante es la Tercera, de 1894, cuando Rusiñol trasladó los dos cuadros de El Greco que había adquirido aquella primavera en París y el 4 de noviembre de 1894, al llegar al pueblo, fueron recibidos como si se tratara de una fiesta mayor, con una comitiva popular y personalidades relevantes del mundo intelectual catalán. Los cuadros eran Las lágrimas de San Pedro y Magdalena Penitente.
Rusiñol dispuso en su testamento que a su muerte, el Cau Ferrat pasara a la villa de Sitges. El artista murió en 1931 y el 13 de diciembre de 1932 el Ayuntamiento recibió el legado de manos de su familia. El Cau Ferrat fue inaugurado como museo público el 16 de abril de 1933. Estuvo bajo la tutela de la Junta de Museos de Cataluña, dirigido por Joaquín Folch y Torres, que se encargó de la musealización del Templo del Modernismo. El año 2010 fue cerrado para iniciar un proceso de obras de rehabilitación, restauración y adecuación a la normativa actual de museos y se volvió reabrir a finales de 2014.

## Colecciones[7]
Dos años después de la muerte de Rusiñol, en 1933, el Cau Ferrat se convirtió en museo. Se exhiben diversas colecciones relacionadas con el artista y con el modernismo. 
El arte, el coleccionismo y el excursionismo son los tres elementos confluentes en la figura y el interés artístico de Santiago Rusiñol. Estos tres aspectos lo convirtieron en un personaje poliédrico en el que se complementaba la mirada del artista, el intelectual, el excursionista científico, el periodista, el arqueólogo, el escritor y el coleccionista. La formación de la colección de arte de Rusiñol corresponde a tres etapas. La primera se corresponde, principalmente, con la formación de la colección de forja y de las piezas de arte antiguo. La segunda etapa, ya dentro del Cau Ferrat, se inicia con la compra de los cuadros del Greco en París en 1894 y finaliza en 1902, con la adquisición de la colección de vidrios. La última, coincide con un cambio de vida de Rusiñol a partir del cual, entran en la colección las piezas de arqueología prerromana y púnica, las viñetas de Ramón Casas y diferentes piezas de cerámica procedentes de los viajes y campañas de Rusiñol por Andalucía, Mallorca, el País Valenciano y Castilla.
Hay una importante colección de hierros, con obras capitales de la forja desde el siglo XIV. También cabe destacar la colección de vidrio, con muestras de cristales de la antigüedad clásica, medievales y de los siglos XVI-XVIII, esta colección pertenecía al artista Alexandre de Riquer. La colección de cerámica popular también es bastante representativa.

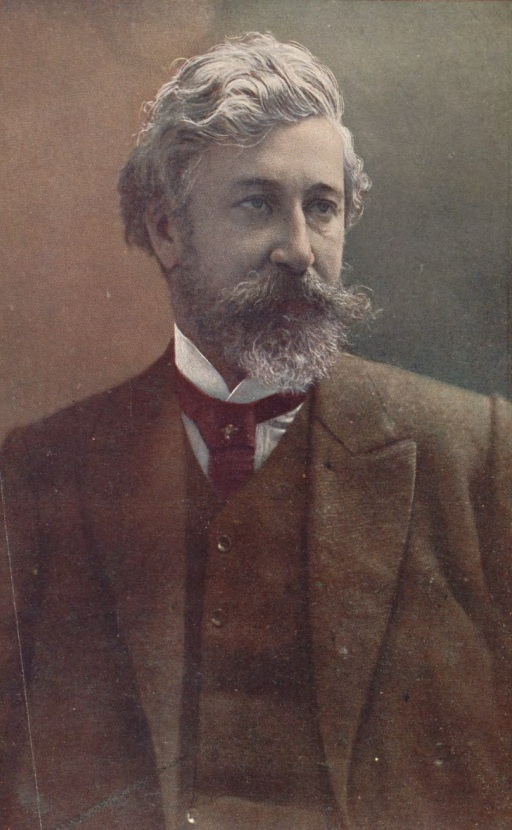
Santiago Rusiñol, de Kaulak (1906).

Además, está la colección de pintura y dibujo, con obras de Ramon Casas, Miquel Utrillo, Ignacio Zuloaga, Joan Llimona, Isidre Nonell, Darío de Regoyos, Hermen Anglada Camarasa o Pablo Ruiz Picasso.

### Pintura y dibujos
La colección de pintura y dibujo del Cau Ferrat es, junto con la de hierros, la más numerosa en cuanto a número de piezas. Además, es también una de las colecciones que más interés despierta entre los visitantes. Por un lado, porque reúne aquellas obras de Rusiñol que el artista quería conservar toda la vida y por las que sentía una cariño especial (algunas ni siquiera fueron expuestas en vida del autor). Y por otro, porque están representados muchos de los principales nombres de la pintura catalana de finales del siglo XIX y principios del XX: Ramon Casas, Pablo Picasso, Arcadi Mas i Fondevila, Isidre Nonell, Hermenegildo Anglada Camarasa, Ramon Pichot, etc. Algunos de ellos fueron grandes amigos de Rusiñol y con otros tuvo una relación tangencial. En cualquier caso, las pinturas y los dibujos del Cau reflejan los gustos de su propietario y también las corrientes artísticas que en aquella época estaban en voga: Impresionismo, Modernismo, Simbolismo, etc.

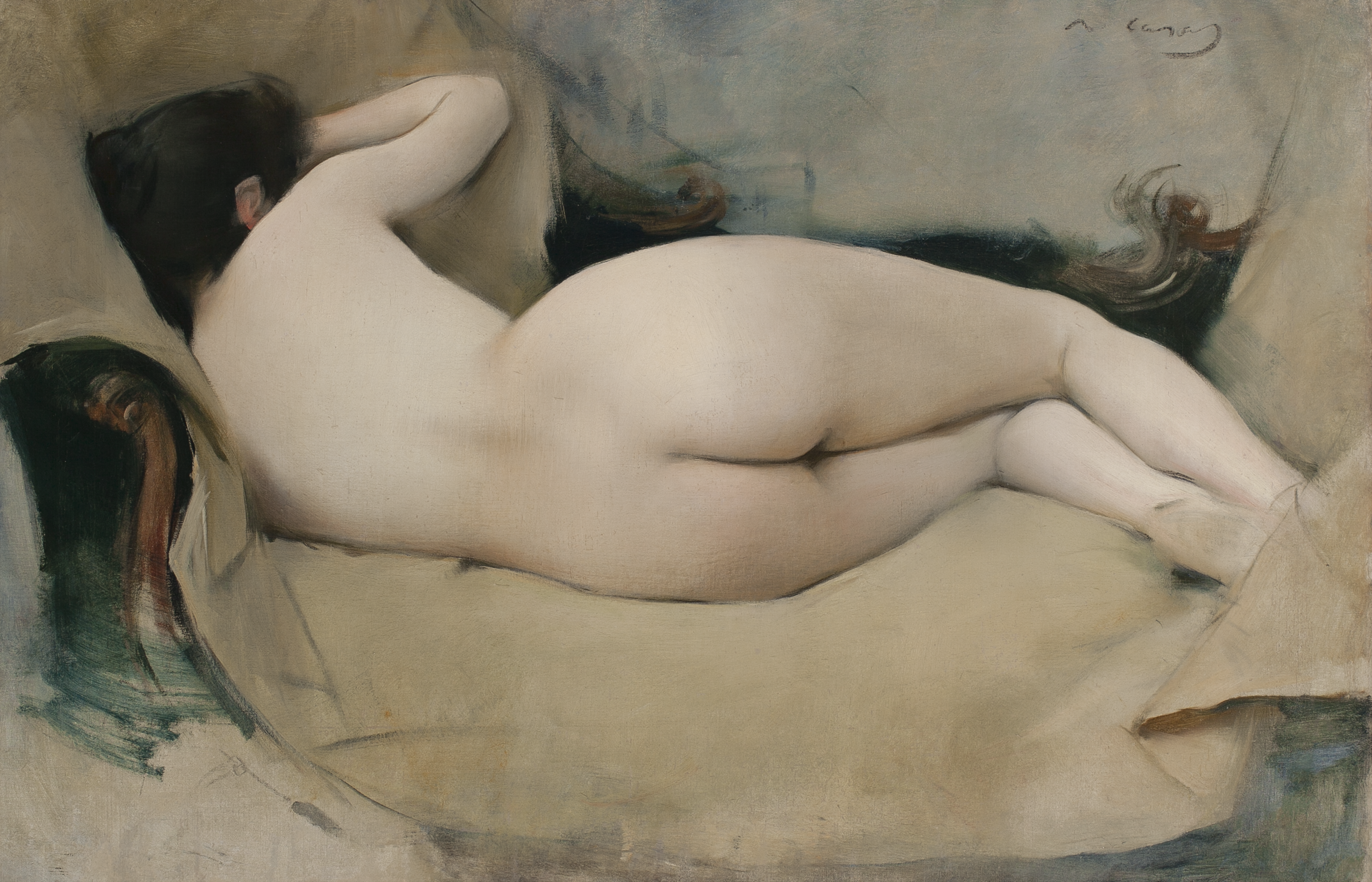
Ramon Casas. Desnudo femenino, 1894. Óleo sobre tela.

### Hierros
A pesar de poco a poco se corrige el error, muy a menudo las facetas de pintor y de literato han dejado en la sombra la vertiente coleccionista de Santiago Rusiñol. Sus cuadros y sus libros han merecido la atención y análisis de muchos estudiosos que han dedicado muchas páginas a glosar el artista o el intelectual y que, en cambio, han mencionado de pasada -casi como si se tratara de un divertimento– su gran pasión por coleccionar antigüedades y, principalmente, objetos de forja. Y, sin embargo, desde un punto de vista cronológico, la reputación de Rusiñol como coleccionista de hierros fue anterior a su notoriedad pictórica y su popularidad como dramaturgo.

Picaporta de la Casa de l'Ardiaca (Barcelona), c 1490-1510.

Gracias a Rusiñol y a un reducido grupo de coleccionistas de piezas antiguas de hierro (entre ellos, diversos amigos suyos que compartían la misma deria), el art de la forja dejó de ser visto como una expresión creativa menor y comenzó a convertirse en materia de estudio, a la vez que experimentaba una importante revaloración que, como en muchos otros oficios artesanos, se evidenciaría sobre todo en la arquitectura modernista (tan solo cabe recordar el virtuosismo al que llegan los trabajos de hierro en algunos de los edificios proyectados por  Antoni Gaudí, Josep Puig i Cadafalch o Lluís Domènech i Montaner).

### Vidrios
A diferencia de la colección de hierros, una parte de la cual ya decoraba las paredes del estudio-taller de Barcelona que Santiago Rusiñol compartía con Enric Clarasó, la colección de vidrios llegó directamente a Sitges con posterioridad a la edificación del Cau Ferrat.
De hecho, no se trata de un conjunto homogéneo, sino de dos grandes colecciones que reúnen un total de casi cuatrocientos objetos conseguidos por Rusiñol en dos momentos distintos de su vida. En el Gran Salón se encuentra la colección de vidrios de época moderna, mientras que en la sala del Brollador está ubicada la de vidrios arqueológicos o antiguos. Las diversas procedencias de las piezas y el amplio abanico cronológico que cubren hacen que sean presentes gran parte de las diferentes técnicas con las que se ha trabajado este material a lo largo de la historia.

### Muebles y escultura
El visitante que entra por primera vez en el Cau Ferrat queda sorprendido ante la extraordinaria cantidad de piezas que aloja el museo y el horror vacui que preside todo el edificio, motivo por el cual muchas de ellas son vistas de re filón o incluso ignoradas. Entre los objetos que pasan más desapercibidos –quitando aquellos que destacan por su volumen–, están los muebles y las esculturas, que frecuentemente son considerados simples complementos decorativos sin valor intrínseco.
Es cierto que tanto el mobiliario como el conjunto de tallas y esculturas no tienen la importancia de las colecciones de hierro y de vidrio, pero tampoco no se puede negar que reúnen algunas piezas excepcionales que merecen ser observadas más detenidamente.

### Cerámica
A lo largo de su vida, Santiago Rusiñol reunió una importante colección de cerámica que hoy en día se concentra fundamentalmente en dos estancias de la planta baja del Cau Ferrat: la cocina-comedor y la sala del Brollador. En ellas el visitante encuentra una heterogénea muestra de más de doscientas piezas que abastan desde el siglo XIV hasta el XIX: sobre todo platos y plateras, pero también escudillas, frascos de farmacia, lavamanos, boles, barreños, fruteros, cántaro, soperas y diversos plafones de azulejo.
La procedencia de estos objetos es muy diversa. La cerámica catalana supone casi la cuarta parte de la colección, aunque están representados también los principales centros de producción cerámica del País Valenciano, Aragón, Castilla, Andalucía y Murcia. El conjunto se completa con unas cuantas piezas procedentes de Mallorca, Italia y Francia.

## Galería

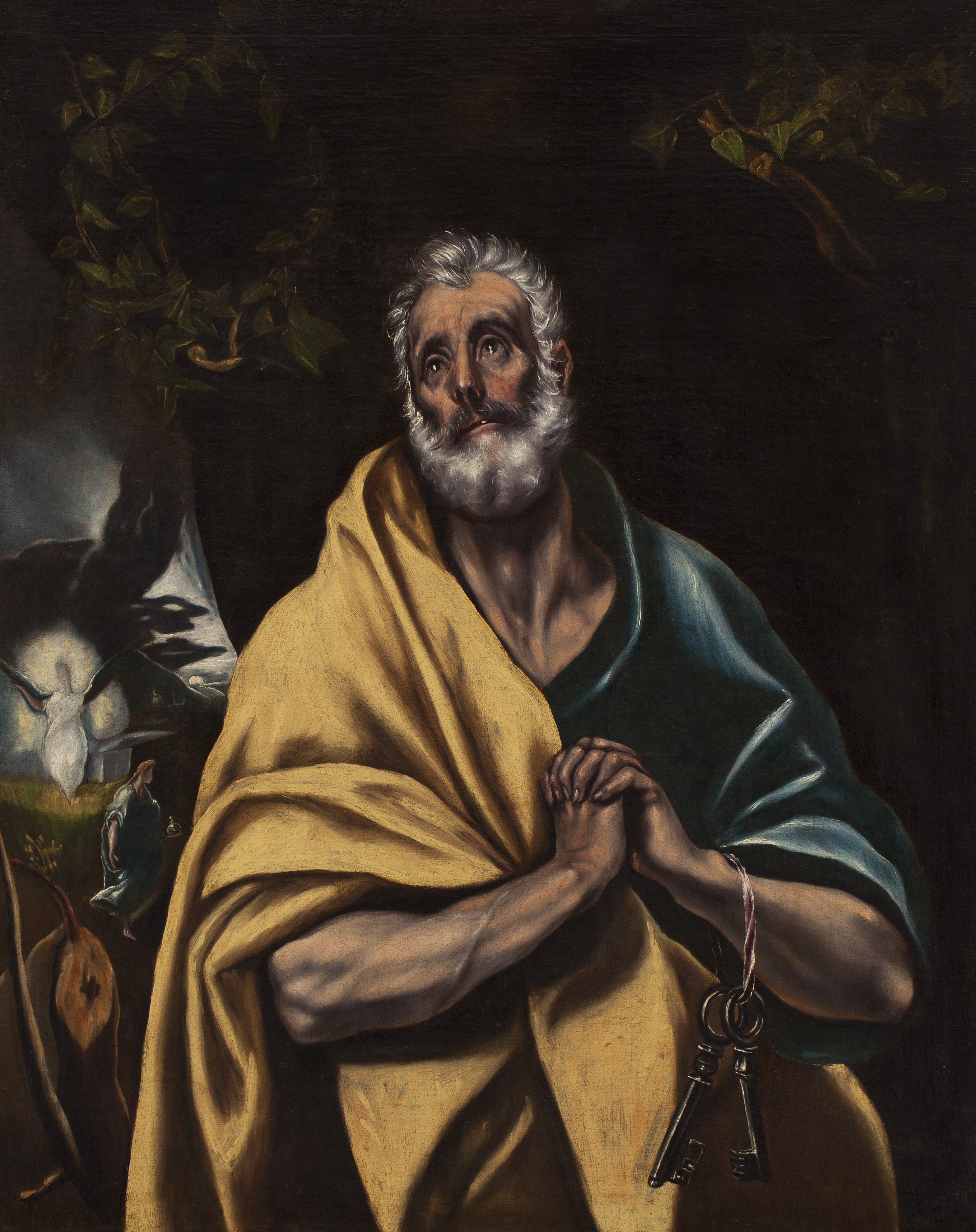
El Greco: Las lágrimas de san Pedro, c-1595-1614
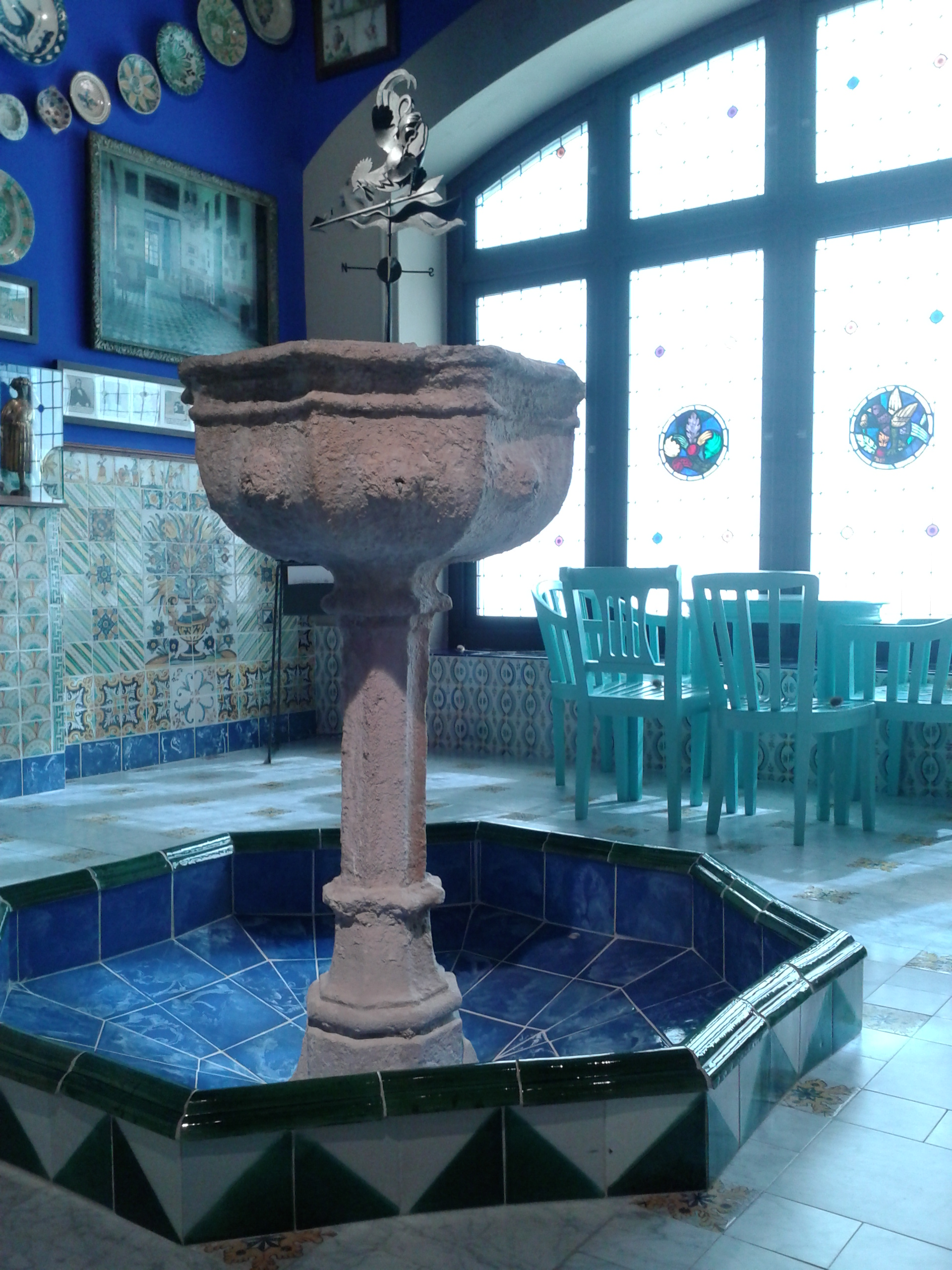
Sala del Brollador
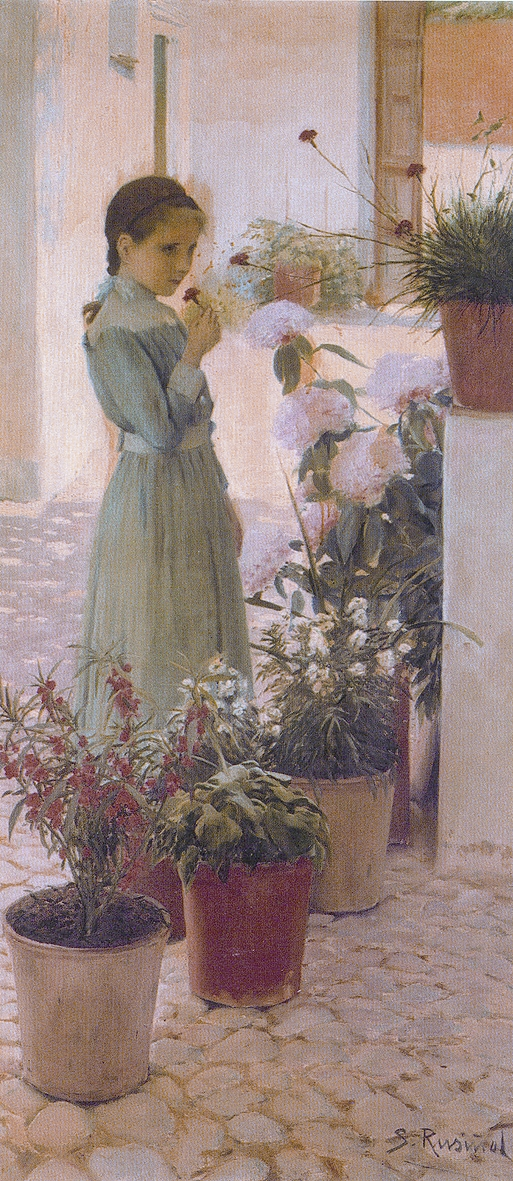
Santiago Rusiñol: La niña de la clavelina, 1893
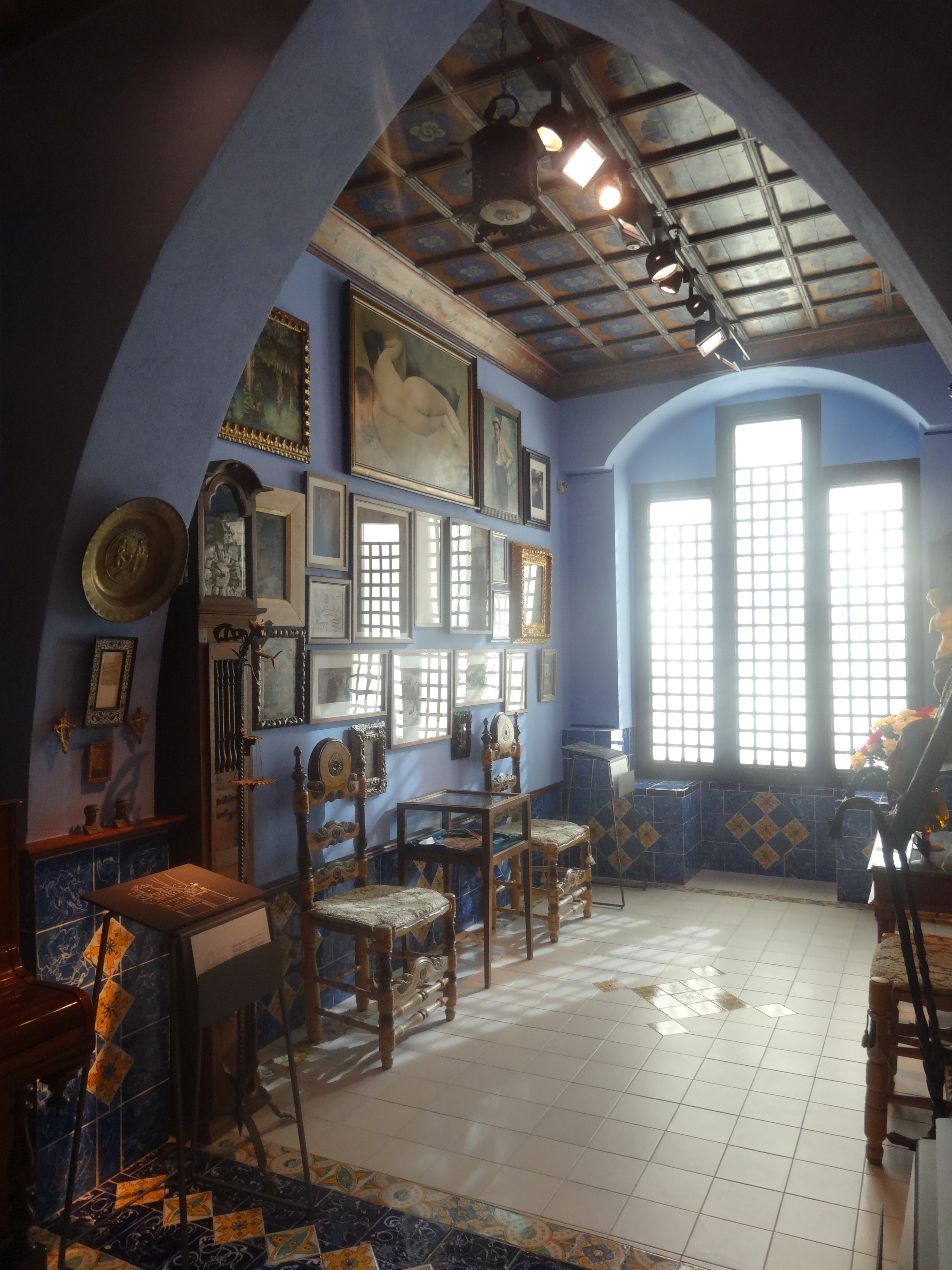
Museu Cau Ferrat (planta baja)

## Actividades educativas
Los Museos de Sitges cuentan con un Departamento de Educación que desarrolla y organiza propuestas educativas dirigidas a todos los públicos con el objetivo de ayudar a los visitantes a complementar y conocer más profundamente el patrimonio y la historia de Sitges. Las actividades se pueden disfrutar a través de talleres dirigidos a toda la familia, a la gente joven y a los mayores. Durante todo el año, una vez al mes y coincidiendo con las festividades del calendario, fiestas locales y exposiciones temporales, el Museo organiza talleres orientados a toda la familia sobre el Cau Ferrat y Santiago Rusiñol. Además, tienen a disposición una amplia oferta de visitas guiadas a la población.